# Бенеш, Софи
Софи Бенеш (фр. Sophie Benech; род. 1952) — переводчица с русского языка на французский.

## Биография
Училась классической литературе в Сорбонне. Чтение «Братьев Карамазовых» пробудило у Софи Бенеш глубокий интерес к русскому языку, которому она выучилась самостоятельно, находясь в Москве. После преподавания французского языка в Луизиане на юге Соединённых Штатов, она вновь вернулась в Советский Союз, на этот раз в Ленинград, для преподавания французского языка в Институте им. Герцена на Мойке.
Софи Бенеш работала гидом для групп французских туристов, приезжавших в СССР по линии «Интуриста».
Знакомство с прозой Варлама Шаламова и встреча с наследницей его авторских прав И.П. Сиротинской перекроило судьбу Софи. Она стала переводчицей русского языка. Помимо этой основной работы, у неё есть небольшое издательство «Интерферанс» («Editions Interferences») в Париже, которое она основала в 1992 году.

## Переводы
Софи Бенеш перевела на французский «Русские фантастические рассказы» Леонида Андреева и «Еврейские народные сказки» (издательство Хосе Корти). Она перевела практически все книги Людмилы Улицкой, три романа Юрия Буйды и «Переписку Бориса Пастернака с Варламом Шаламовым», «Переписку Пастернака с его женой Евгенией», «Дело Пастернака» для издательства Галлимар, а также выдержки из воспоминаний Надежды Мандельштам под заглавием «Об Ахматовой».
Бенеш переводила Шаламова: ей принадлежит французский перевод «антиромана» «Вишера» и двух книг из шести «Колымских рассказов» (издательство Вердье). Она же перевела романы Светланы Алексиевич «Зачарованные смертью» и «Конец красного человека» (Нобелевская премия по литературе 2015 года) и иллюстрированные воспоминания Евфросинии Керсновской (издательство Plon). Ей же принадлежит перевод «Справочника по ГУЛАГу» Жака Росси. Софи соавтор его второй книги «Как прекрасна была эта утопия» (издательство Seek-Noon). Ею переведено полное собрание кинематографических произведений Андрея Тарковского (издательство Exils).
В 2012 году она перевела для издательства "Le Bruit du temps" полное собрание сочинений Исаака Бабеля. В 2019 году, опять для них же — «Записки об Анне Ахматовой» Лидии Чуковской.

## Награды
В 2010 г. получила премию «Русофония» за перевод с русского на французский «Повести непогашенной луны» Бориса Пильняка.
В 2012 году она получила премию Laure-Bataillon за перевод с русского на французский полного собрания сочинений Исаака Бабеля.
В 2019 году она получила Специальное упоминание во время вручения премии Russophonie Prize за перевод с русского на французский произведения Юрия Буйды «Вор, шпион и убийца» (Галлимар) (ISBN 9782072723902).
В 2022 году награждена французским орденом «За заслуги».